# Boxing Gym
Boxing Gym es una película documental estadounidense de 2010 editada, producida y dirigida por Frederick Wiseman. 
La película se estrenó en el 63° Festival de Cine de Cannes el 20 de mayo de 2010.

## Respuesta de la crítica
Boxing Gym recibió elogios de la crítica. En Rotten Tomatoes, sitio que recopila reseñas de especialistas en cine, la película posee un 95% de críticas positivas con un puntaje promedio de 8,1/10 basado en 42 reseñas.